# Dobrá (Trebišov)
Dobrá (Hongaars: Kisdobra) is een Slowaakse gemeente in de regio Košice, en maakt deel uit van het district Trebišov.
Dobrá telt 452 inwoners.